# Christopher Gravett
Christopher Gravett, né en 1951, est un historien britannique spécialiste de l'histoire militaire du Moyen Âge, particulièrement les armes et les armures. Gravett a écrit un certain nombre de livres et agit comme conseiller pour les projets cinématographiques et télévisuels. Il est conservateur en chef au Royal Armouries.